# Instrument pentru termodinamică
Un instrument pentru termodinamică este orice dispozitiv pentru măsurarea sistemelor termodinamice. Pentru ca un parametru termodinamic sau mărime fizică să fie definite cu adevărat, trebuie specificată o tehnică de măsurare a acestora. De exemplu, definiția finală a temperaturii este „ce măsoară un termometru”. Urmează întrebarea — ce este un termometru?
Există două tipuri de instrumente termodinamice: cele care măsoară parametrii unui sistem termodinamic și rezervoarele termice, care conțin sisteme atât de mari încât nu își modifică în mod apreciabil parametrii de stare atunci când sunt aduse în contact cu instrumentul de măsură.

## Descriere
Cele două instrumente generale complementare sunt instrumentul de măsură și rezervorul. Este important ca aceste două tipuri de instrumente să fie distincte. Un instrument de măsură nu și-ar putea îndeplini sarcina cu acuratețe dacă s-ar comportă ca un rezervor pentru variabila de stare pe care încearcă să o măsoare. Dacă, de exemplu, un termometru ar acționa ca un rezervor pentru temperatură, acesta ar modifica temperatura sistemului măsurat, iar valoarea indicată ar fi incorectă. Măsurătoarele ideale nu au niciun efect asupra variabilelor de stare ale sistemului pe care îl măsoară.

## Instrumente de măsură pentru termodinamică
De fapt, un parametru termodinamic este definit pe baza unui instrument de măsură idealizat. De exemplu, principiul zero al termodinamicii afirmă că dacă două corpuri sunt în echilibru termic cu un al treilea corp, ele sunt de asemenea în echilibru termic unul cu celălalt. Acest principiu, după cum a remarcat James Clerk Maxwell în 1872, afirmă că este posibil să se măsoare temperatura. Un termometru idealizat este o probă dintr-un gaz ideal aflat la presiune constantă.
Din legea gazelor ideale, volumul unei astfel de probe poate fi folosit ca indicator al temperaturii. Deși presiunea este definită mecanic, un dispozitiv de măsurare a presiunii numit manometru poate fi, de asemenea, construit dintr-o probă dintr-un gaz ideal menținut la o temperatură constantă. Un calorimetru este un dispozitiv care este folosit pentru a măsura și a defini energia internă a unui sistem.
Câteva instrumente de măsură binecunoscute sunt:
- Termometrul — un dispozitiv care măsoară temperatura așa cum este descris mai sus.
- Manometrul — un dispozitiv care măsoară presiunea. Pentru măsurarea presiunii atmosferice denumirea manometrului specializat este cea de barometru.[3] Un barometru cu gaz ideal poate fi construit prin conectarea mecanică a unui gaz ideal la sistemul măsurat, în timp ce este izolat termic. Atunci volumul va măsura presiunea, conform ecuației gazelor ideale p = NkT/V.
- Calorimetrul — un dispozitiv care măsoară energia termică intrată sau ieșită din sestem.[4] Un calorimetru simplu este de fapt un termometru conectat la un sistem izolat termic.

## Rezervoare termice
Un rezervor este un sistem termodinamic care controlează starea unui sistem, de obicei „impunându-se” sistemului controlat. Aceasta înseamnă că natura contactului său cu sistemul poate fi controlată. Un rezervor este atât de mare încât starea sa termodinamică nu este afectată în mod apreciabil de starea sistemului controlat. Termenul „presiune atmosferică” din descrierea de mai jos a unui termometru teoretic este în esență un „rezervor de presiune” care impune termometrului presiunea atmosferică.
Câteva rezervoare binecunoscute sunt:
- Rezervor de presiune — de departe cel mai comun rezervor de presiune este atmosfera Pământului.[1]
- Rezervor de temperatură — o cantitate mare de apă aflată la punctul său triplu formează un rezervor de temperatură eficient.

## Teorie
Pentru măsurările termodinamice se folosesc noțiunile din mecanică care permit măsurarea volumului, ariei, masei și forței. Acestea pot fi combinate pentru a obține presiunea, care este forța pe unitatea de suprafață și densitatea, care este masa pe unitatea de volum. S-a determinat experimental că, la presiuni și densități suficient de mici, toate gazele se comportă ca gazul ideal. Comportamentul unui gaz ideal este dat de legea gazelor ideale:
{\displaystyle pV=NkT}
unde p este presiunea, V este volumul, N este numărul de particule (masa totală împărțită la masa unei particule), k este constanta lui Boltzmann, iar T este temperatura absolută. De fapt, această ecuație este mai mult decât o ecuație fenomenologică, ea oferă o definiție operațională sau experimentală a temperaturii. Un termometru este un instrument care măsoară temperatura — un termometru primitiv ar fi pur și simplu un mic recipient cu gaz ideal, căruia i sa permis să se dilate la presiunea atmosferică. Dacă este adus în contact termic cu sistemul a cărui temperatură se dorește a fi măsurată, se așteaptă până se echilibrează și apoi se măsoară volumul termometrului. Temperatura sistemului în cauză se va putea calcula cu relația T = pV/Nk. Se speră că termometrul va fi suficient de mic încât să nu modifice în mod apreciabil temperatura sistemului pe care îl măsoară și că presiunea atmosferică nu va fi afectată de dilatarea termometrului.
Termometrul cu gaz ideal poate fi definit mai precis spunând că este un sistem care conține un gaz ideal, care este conectat termic la sistemul pe care îl măsoară, fiind în același timp izolat dinamic și material de acesta. Este conectat simultan dinamic la un rezervor de presiune extern, de care este izolat material și termic. Alte termometre (de exemplu, termometrele cu lichid (alcool, mercur etc.), care afișează observatorului volumul de lichid), pot fi acum construite și calibrate pe baza termometrului cu gaz ideal.